# Колпаков, Андрей Валерьевич
Андрей Валерьевич Колпаков (род. 18 ноября 1980, Ульяновск, РСФСР, СССР — 8 сентября 2023, Донецкая область, Украина) — российский военнослужащий, полковник, заместитель командира 85-й отдельной мотострелковой бригады 2-го гвардейского армейского корпуса 8-й общевойсковой армии Южного военного округа. Участник вторжения России на Украину, Герой Российской Федерации (2024, посмертно).

## Биография
Родился 18 ноября 1980 года в Ульяновске в семье офицера — уроженца села Чувашское Дрожжаное, участника войны в Афганистане, полковника Вооружённых сил РФ Валерия Колпакова.
Своё детство провёл в военных гарнизонах. В 1986 году пошёл в городе Ратенов (ГДР) в первый класс. Позже учился в московских школах, затем обучался в школе города Шадринск Курганской области, которую окончил в 1998 году. Сразу после школьной учёбы стал курсантом Челябинского танкового института (ныне не существует[значимость факта?]) Вооружённых сил Российской Федерации, который окончил в 2003 году.
Колпаков проходил службу в должности командира танкового взвода, затем командира танковой роты. Затем занимал должности заместителя командира танкового батальона и начальника штаба — заместителя командира танкового батальона. С 2013 по 2014 год — командир мотострелкового батальона. В 2014 году принимал участие в аннексии Крыма. В том же году поступил в Общевойсковую академию Вооружённых сил Российской Федерации в Москве, которую окончил в 2016 году, и продолжил службу в одном из подразделений. В 2017 году Колпаков был досрочно уволен в запас. В 2022 году по причине мобилизации в РФ, Колпаков был призван на военную службу, где был сразу назначен на должность начальника штаба — заместителя командира 43-го мотострелкового полка в Центральном военном округе Самарской области.
С 2023 года Колпаков, по данным официальных российских ресурсов, командовал разведывательным батальоном 85-й отдельной мотострелковой бригады, 2-го гвардейского Луганско-Северодонецкого армейского корпуса 8-й общевойсковой армии. Его батальон выполнял задачи на западе Луганской области, осуществлял поддержку подразделениям бригады, участвующим в активной обороне городов Кременная, Новодружеск, а также сёл Шипиловка, Белогоровка, Золотарёвка.
Также при командовании разведывательным батальоном, Колпаков выполнял поставленные задачи для корректировки артиллерийских поздразделений, что помогло российским военнослужащим удержать определённые позиции на поле боя в Работино, Спорном, Белгоровке, Бахмуте, Андреевке и Клещиевке.
Погиб 8 сентября 2023 года в Донецкой области. Похоронен 14 сентября 2023 года в Самаре на Рубёжном кладбище (Аллея Славы).
6 ноября 2024 года медаль «Золотая Звезда» была вручена посмертно супруге Ольге Колпаковой. В церемонии награждения принял участие полномочный представитель президента Российской Федерации И. А. Комаров и губернатор Самарской области В. А. Федорищев.

## Звания и награды
- Герой Российской Федерации (Указом Президента Российской Федерации «закрытым» от 6 сентября 2024 года за мужество и героизм, проявленные при исполнении воинского долга, гвардии полковнику Колпакову Андрею Валерьевичу присвоено звание Героя Российской Федерации, посмертно).
- Медаль «Золотая Звезда» (Россия)
- Орден Мужества — два ордена.
- Медаль ордена «За заслуги перед Отечеством» — две медали II степени.
- Медаль Суворова.
- Медаль «За храбрость» II степени.

## Память
- Разведывательному батальону 85-й отдельной мотострелковой бригады в память о его командире присвоено название «Ермак»[уточнить] (2024).